# Пентус, Мати Рейнович
Ма́ти Ре́йнович Пе́нтус (род. 1967) — российский математик, специалист в области математической логики и исчисления Ламбека.

## Биография
Мати Рейнович Пентус родился в 1967 году в Таллине. Окончил механико-математический факультет МГУ в 1992 году, защитив дипломную работу «Эквивалентные типы в исчислении Ламбека и линейной логике». В 1993 году доказал так называемую гипотезу Хомского, заключающуюся в том, что категориальные грамматики Ламбека задают в точности контекстно-свободные языки без пустого слова (на тот момент это был один из основных открытых вопросов в области исчисления Ламбека). В 1996 году защитил кандидатскую диссертацию на тему «Исчисление Ламбека и формальные грамматики».
В 2001 году получил учёную степень доктора физико-математических наук, защитив докторскую диссертацию на тему «Полнота исчисления Ламбека». В этой работе Мати Рейновича Пентуса представлено доказательство полноты исчисления Ламбека относительно языковых моделей и относительно реляционных моделей.
В 2003 году доказал NP-полноту проверки выводимости секвенций в исчислении Ламбека. 
С 2004 года является профессором кафедры математической логики и теории алгоритмов механико-математического факультета МГУ. Свою преподавательскую деятельность в настоящее время Мати Рейнович Пентус ведёт на механико-математическом факультете МГУ, на отделении теоретической и прикладной лингвистики МГУ, в РГГУ. Он является автором курсов по математической логике, исчислению Ламбека, теории формальных грамматик, а также по эстонскому языку и эсперанто. Является одним из руководителей факультатива «Некоторые применения математических методов в языкознании», проходящего на отделении теоретической и прикладной лингвистики МГУ.
Под руководством Мати Рейновича Пентуса были защищены 3 кандидатские диссертации.

## Основные труды

### Статьи
- Пентус, А. Е., Пентус, М. Р. Атомарная теория умножения и деления двусторонних идеалов полуколец // Фундаментальная и прикладная математика. — 2009. — Т. 15, № 2. — С. 169-189. — ISSN 1560-5159.
- Пентус М. Р. Исчисление Ламбека и формальные грамматики // Фундаментальная и прикладная математика. — 1995. — Т. 1, № 3. — С. 729-751.
- Пентус, А. Е., Пентус, М. Р. Объектно-ориентированное представление иерархических сетей Петри // Фундаментальная и прикладная математика. — 2000. — Т. 6, № 3. — С. 831-840. — ISSN 1560-5159.
- Пентус М. Р. Полнота синтаксического исчисления Ламбека // Фундаментальная и прикладная математика. — 1999. — Т. 5, № 1. — С. 193-219.
- Pentus, M. Lambek calculus is NP-complete (англ.) // Theoretical Computer Science. — 2006. — Vol. 357, no. 1. — P. 186-201. — ISSN 0304-3975. — doi:10.1016/j.tcs.2006.03.018.
- Pentus, M. The conjoinability relation in lambek calculus and linear logic (англ.) // J. Log. Lang. Inf.. — 1994. — Vol. 3, no. 2. — P. 121-140. — doi:10.1007/BF01110612.

### Учебные пособия
- Пентус А. Е., Пентус М. Р. Задачи по комбинаторике для лингвистов. — М.: МЦНМО, 2019. — 32 с. — (Несерийное издание). — ISBN 978-5-4439-1383-4.
- Пентус А. Е., Пентус М. Р. Теория формальных языков: Учебное пособие.. — М.: Изд-во ЦПИ при механико-математическом ф-те МГУ, 2004. — 80 с.